# Philips
Koninklijke Philips N.V. (Royal Philips, cunoscut sub numele de Philips) este o companie olandeză de tehnologie diversificată, cu sediul în Amsterdam, cu diviziile principale dezvoltate în domeniile de sănătate, stil de viață al consumatorilor și soluții iluminat. A fost fondată în Eindhoven, în 1891, de către Gerard Philips și tatăl său, Frederik. În prezent este una dintre cele mai mari companii de electronice din lume și are în jur de 122.000 de angajați în mai mult de 60 de țări.
Philips este organizat în trei mari departamente: Philips Consumer Lifestyle, Philips Healthcare și Philips Lighting. În 2012, Philips a fost cel mai mare producător de soluții de iluminat din lume, măsurat prin venituri în vigoare. În 2013, compania a anunțat vânzarea celei mai mari părți a produselor sale electronice de consum către firma Funai Electric Co din Japonia, dar în octombrie 2013, înțelegerea cu Funai Electric Co a fost ruptă, iar produsele electronice de consum au revenit firmei Philips. Philips a anunțat că va cere despăgubiri pentru încălcarea contractului în vânzarea produselor care valorau 200 de milioane de dolari.

## Istoric

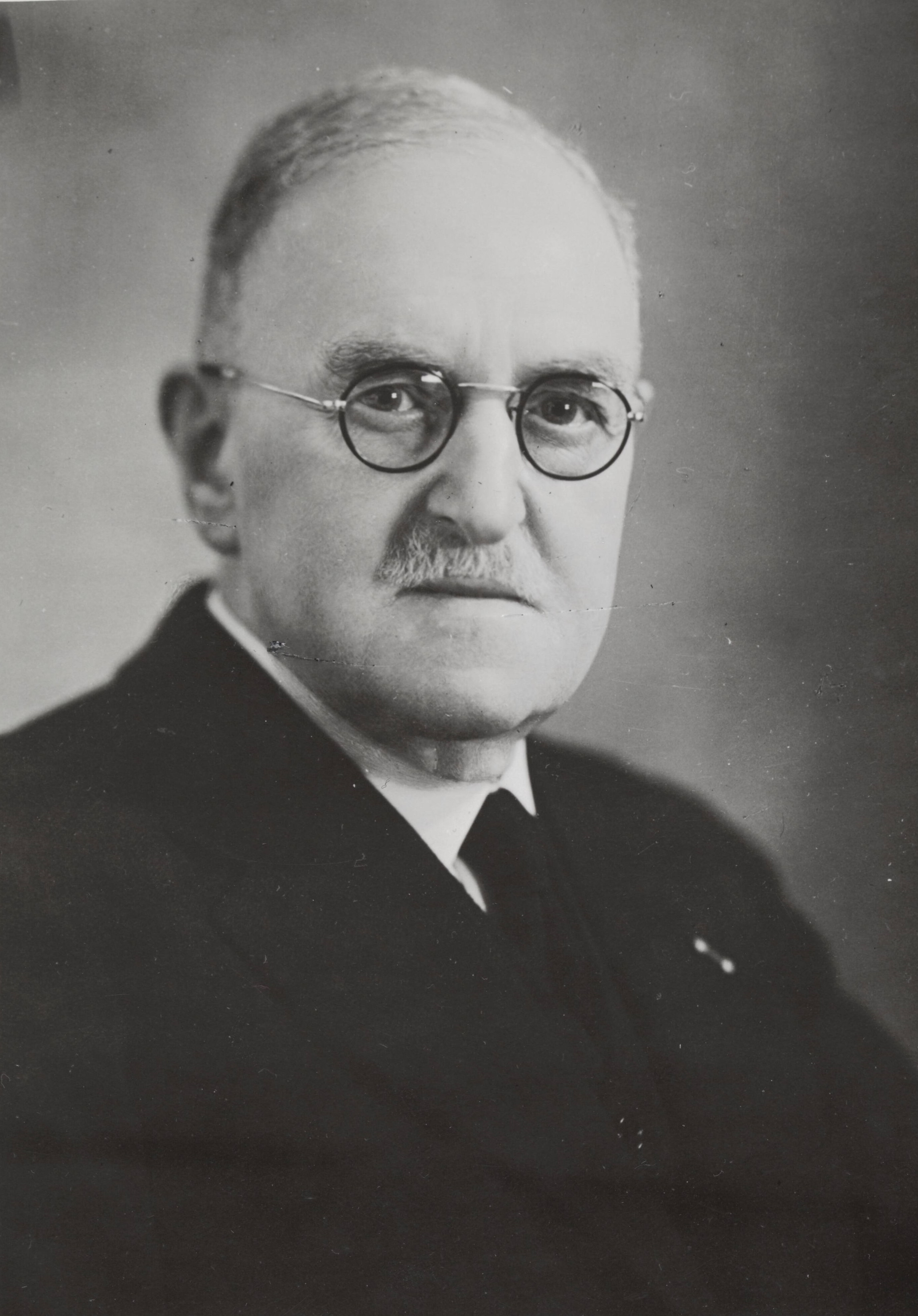
Gerard Philips

Compania Philips a fost fondată în 1891 de către Gerard Philips și tatăl acestuia, Frederik. Frederik, un bancher ce locuia în Zaltbommel, a finanțat achiziționarea și reamenajarea modestă a fabricii într-o clădire veche din Eindhoven, unde compania a început în anul 1892 să producă lămpi cu filament de carbon și alte produse electro-tehnice. Această primă fabrică a fost ulterior adaptată și transformată în muzeu.
În 1895, după o perioadă dificilă de început și în pericol de faliment, familia Philips l-a implicat în afacere pe Anton, fratele lui Gerard, mai mic decât acesta cu șaisprezece ani. Deși obținuse o diplomă în inginerie, Anton a început să lucreze inițial ca reprezentant vânzări, contribuind mai apoi cu mai multe idei importante de afaceri. Odată cu venirea lui Anton, afacerea familiei a început să se extindă rapid, rezultând în fondarea Philips Gloeilampenfabrieken N. V. (Fabrica de Lămpi cu Filament de Metal). După ce Gerard și Anton Philips au transformat afacerea lor de familie prin fondarea corporației Philips, aceștia au pus bazele pentru multinaționala de electronice de mai târziu.
În anii 1920, compania a început să producă și alte produse, precum tuburi vidate. În 1939 au introdus aparatul lor electric de bărbierit, Philishave (comercializat în SUA, folosind numele de brand Norelco). “Capela” era un alt produs - un radio cu difuzor încorporat, care a fost proiectat la începutul anilor 1930.

### Radioul Philips

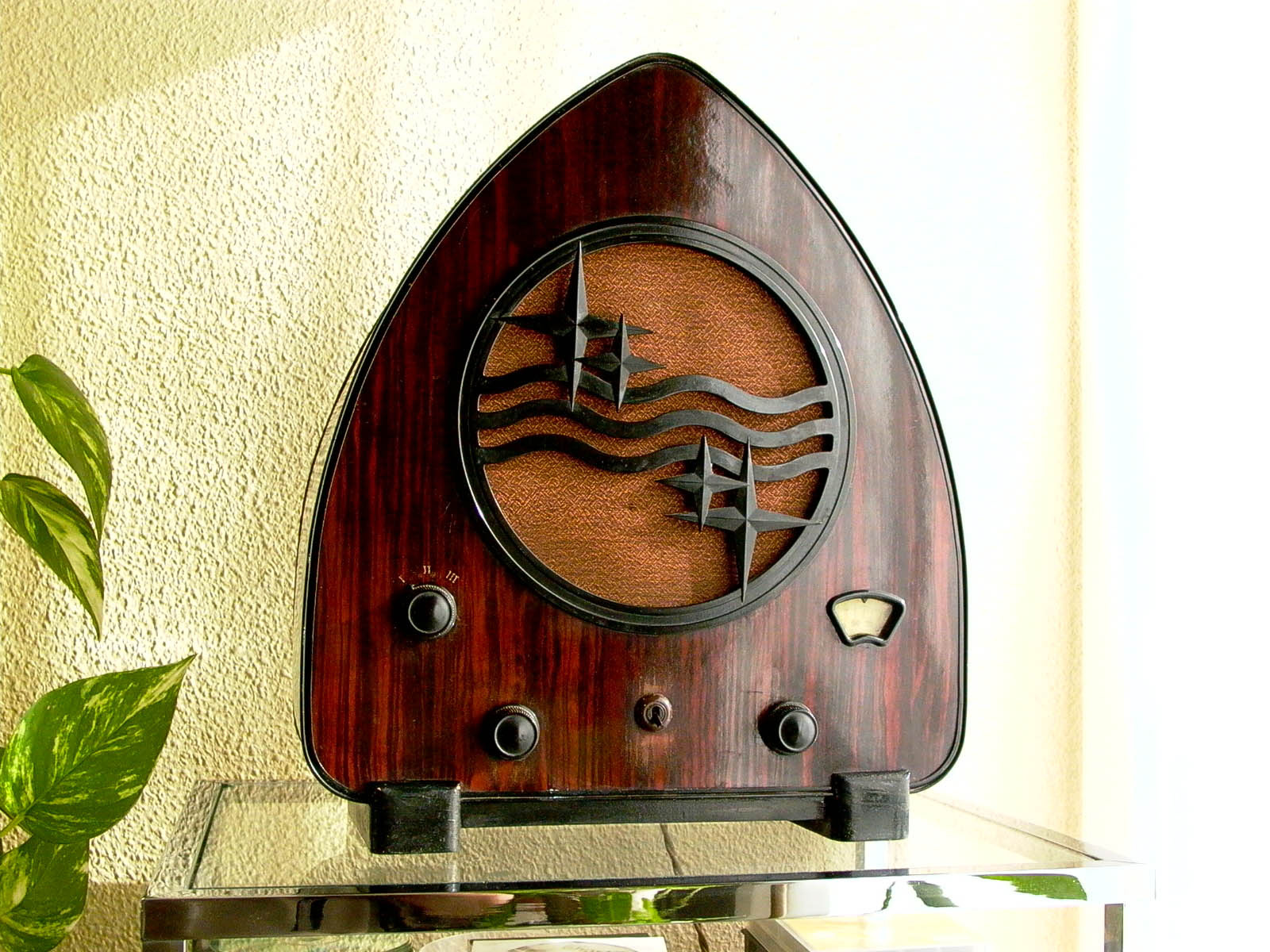
Radio Philips din anii 1930 proiectat în stilul Art Deco.

La 11 martie 1927 Philips a început să emită prin stația radio cu unde scurte PCJJ-post radio (mai târziu PCJ), care s-a alăturat în 1929 stației soră PHOHI (Philips Omroep Olanda-India). PHOHI difuza în olandeză pentru Indiile de Est olandeze (acum Indonezia), în timp ce PCJJ difuza în engleză, spaniolă și germană în restul lumii. 
Programul stației Philips internațional de duminică a început în 1928, avându-l drept gazdă pe Eddie Starz, prezentatorul spectacolului Happy Station, care a devenit cel mai longeviv program de unde scurte din lume. Difuzările din Țările de Jos au fost întrerupte de invazia germană din mai 1940. Germanii au rechiziționat emițătoarele din Huizen pentru a fi utilizate pentru emisiunile pro-naziste, unele originare din Germania, altele fiind concerte de la operatorii olandezi de radio sub control german.
Radioul Philips a fost absorbit la scurt timp după emancipare, când cele două stații de emitere cu unde scurte au fost naționalizate în 1947 și redenumite Radio Netherlands Worldwide, Serviciul Internațional Olandez. Unele programe PCJ, precum Stația Fericită, au continuat să fie difuzate pe noua stație.

### Motorul Stirling
Philips a contribuit la relansarea motorului Stirling când, la începutul anilor 1930, conducerea companiei a decis că oferirea unui generator portabil de mică putere ar putea ajuta la extinderea vânzărilor de aparate de radio în părți ale lumii, în care energia electrică de alimentare nu era la îndemână, iar furnizarea de baterii era incertă. Inginerii laboratorului de cercetare al companiei au efectuat o comparație sistematică a diferitelor surse de energie și au stabilit că motorul Stirling ar fi cel mai potrivit, invocând funcționarea silențioasă (atât acustic cât și din punct de vedere al interferențelor radio) și capacitatea de a rula pe o varietate de surse de căldură (lampa de petrol – “ieftină și disponibilă oriunde” - a fost favorizată). Ei au fost, de asemenea, conștienți de faptul că, spre deosebire de motoarele cu abur și cu ardere internă, nicio lucrare serioasă de dezvoltare nu a fost efectuată pe motorul Stirling de mai mulți ani și au afirmat că materialele moderne și inovația ar trebui să permită îmbunătățiri mari.
Încurajați de primul lor motor experimental care a produs 16 W putere și mișcare 30mm × 25mm, o variate modele de dezvoltare au fost produse într-un program care a continuat de-a lungul celui de-al Doilea Război Mondial. Până la sfârșitul anilor 1940, Tipul 10 a fost gata pentru a fi predat către subsidiara Philips, Johan de Witt în Dordrecht, pentru a fi produsă și încorporată într-un set generator, așa cum a fost stabilit inițial. Rezultatul, evaluat la 180/200 W putere electrică și mișcare de 55 mm x 27 mm, a fost desemnat MP1002CA (cunoscut ca “Bungalow Set”). Producția unui lot inițial de 250 de bucăți a început în 1951, dar a devenit clar faptul că nu puteau fi produse la un preț competitiv. Apariția radiourilor cu tranzistori cu normele lor de putere mult mai mici însemna faptul că rațiunea inițială pentru existența setului dispărea. În cele din urmă, aproximativ 150 de astfel de seturi au fost produse.
Odată cu setul de generator, Philips a dezvoltat experimental motorul Stirling pentru o varietate largă de aplicații și a continuat să lucreze în domeniu până la sfârșitul anilor 1970, deși singurul succes pe piață l-a avut “motorul Stirling inversat” criogen.

### Al Doilea Război Mondial
La 9 mai 1940, directorii Philips au aflat că invazia germană din Țările de Jos avea să se desfășoare în ziua următoare. Pentru că se pregătiseră deja pentru asta, Anton Philips și ginerele său, Frans Otten, precum și alți membri ai familiei Philips, au fugit în Statele Unite ale Americii, luând o mare sumă din capitalul companiei cu ei. Lucrând din State sub numele de Compania Nord-Americană Philips, aceștia au reușit să conducă compania de-a lungul războiului. În același timp, compania a fost mutată (în acte) în Antilele Olandeze pentru a o ține departe de intervenția americanilor. 
Frits Philips, fiul lui Anton, era singurul membru din familia Philips care a rămas în Țările de Jos. Acesta a salvat viețile a 382 de evrei, reușind să-i convingă pe naziști că aceștia erau indispensabili în procesul de producție la Philips.. În 1943 el a fost ținut în lagărul de internare pentru prizonierii politici la Vught timp de câteva luni, deoarece o grevă declanșată în fabrica sa a redus producția. Pentru acțiunile sale în salvarea a sute de evrei, acesta a fost recunoscut de Yad Vashem în 1995 ca “Drept între popoare”.

### Din 1945 până în 2001
După război, compania s-a mutat înapoi în Țările de Jos, în Eindhoven. Mai multe facilități în ceea ce privește cercetările secrete au fost blocate și ascunse cu succes de invadatori, lucru care a permis companiei să se întremeze imediat după război. 

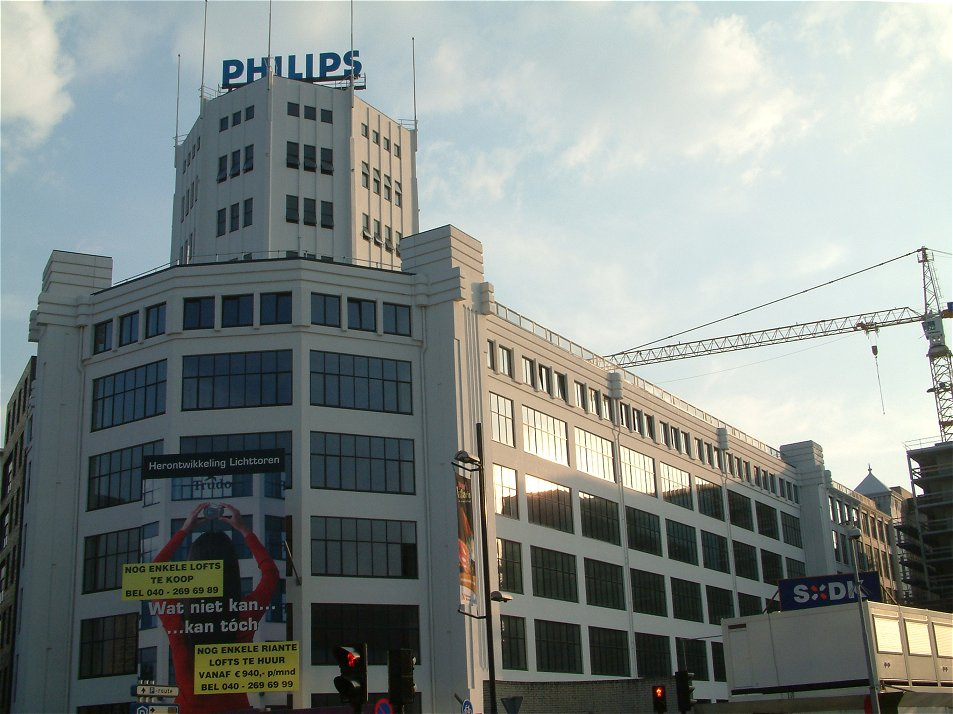
Philips Light Tower din Eindhoven, inițial o fabrică de iluminat, iar mai târziu sediul companiei

În 1949, compania a început să vândă seturi de televizoare. În 1950 aceasta a format Philips Records.
Philips a lansat Caseta Compactă Audio în 1963, ceea ce a reprezentat un mare succes. Casetele compacte erau inițial utilizate pentru mașini de dictare, pentru stenografii care tastau la birou și pentru jurnaliștii profesioniști. Având o calitate a sunetului îmbunătățită, casetele erau de asemenea folosite și pentru a înregistra sunete. Astfel, acestea au devenit al doilea mijloc de comunicare alături de discurile de vinil folosite pentru a vinde muzică înregistrată.
Philips a lansat prima combinație de radio portabil și casetofon, care a fost denumit pe piață sub numele de “radiorecorder”, iar este acum foarte bine cunoscut sub numele de boom box. Mai târziu, caseta a început să fie folosită în interiorul robotului telefoanelor, incluzând o formă specială unde banda era înfășurată pe o buclă interminabilă. Caseta C era utilizată ca fiind primul dispozitiv de stocare de masă pentru computerele personale din anii 1970 și 1980. Philips a redus dimensiunile casetei pentru utilizări profesionale cu Mini-Caseta, deși nu a avut succes atât de mare cum a avut Microcaseta Olympus. Acesta a devenit mediul de dictare predominant până la apariția mașinii de dictare complet digitală.
În 1972, Philips a lansat primul aparat de înregistrat video, denumit N1500. Casetele luminoase puteau înregistra 30 sau 40 de minute. Mai târziu au apărut casetele care puteau înregistra o oră. Fiind o competiție strânsă între Philips, Betamax de la Sony și cele fabricate de VHS, Philips a lansat sistemul N1700 care permitea înregistrarea pe o dublă lungime. Pentru prima dată, un film de 2 ore putea fi înregistrat pe o singură casetă. În 1977, compania a prezentat un film special de promovare pentru acest sistem în UK, alături de comediantul Denis Norden.
Conceptul a fost copiat imediat de către producătorii japonezi ale căror casete erau la un preț semnificativ mai mic. Philips a avut o ultimă tentativă în ceea ce privește aparatele de înregistrare video, lansând sistemul Video 2000: casete care puteau fi folosite pe ambele părți și aveau un timp total de înregistrare de 8 ore. Având în vedere că Philips și-a vândut noile sisteme doar în standardul PAL și în Europa, iar japonezii au vândut la nivel global, avantajul era clar vizibil, de partea japonezilor, iar compania Philips a fost nevoită să retragă sistemul V2000 și să se alăture coaliției VHS.
Philips a dezvoltat un disc laser (CD) pentru vânzarea filmelor, însă i-a întârziat lansarea de teamă să nu acapereze piața și să nu eclipseze vânzările aparatului video de înregistrat. Mai târziu, Philips a colaborat cu MCA pentru a lansa prima reclamă cu discul laser. În 1982, Philips a început colaborarea cu Sony pentru a lansa compact discul; acest format a evoluat de la CD-R, la CD-RW, DVD și, mai târziu Blu-ray, pe care Philips și Sony l-au lansat în 1997 și respectiv în 2006.
În 1984, Philips și-a împărțit activitatea în domeniul producției echipamentelor de circuit integrat fotolitografic, așa numitele stepperele vafe, într-o companie mixtă cu ASM International, localizată în Veldhoven sub denumirea de ASML. De-a lungul timpului, această nouă companie a devenit primul producător de mașinării care fac cipuri la nivel mondial, în detrimentul competitorilor precum Nikon și Canon.
În 1991, numele companiei s-a schimbat din N.V. Philips Gloeilampenfabrieken în Philips Electronics N.V. În același timp, Philips Nord American a fost dizolvat în mod formal și a fost creată o nouă divizie corporativă în SUA, cu numele de Compania Philips Electronice America de Nord.
În 1997, liderii companiei au decis să mute sediul din Eindhoven în Amsterdam și, totodată, să schimbe numele în Koninklijke Philips Electronics N.V. Mutarea a fost completă în 2001. Inițial, compania a avut ca sediu Turnul Rembrandt, dar în 2002 s-a mutat din nou, de această dată în Turnul Breitner. Departamentele Philips Lighting, Cercetare și de Semiconductoare (desprins ca NXP în septembrie 2006) și cel de Philips Design, încă se află în Eindhoven. Philips Healthcare are sedii principale în Best, Olanda (aproape de Eindhoven) și Andover, Massachusetts SUA (aproape de Boston).
În 2000, Philips a cumpărat corporația Optiva, producătoare de periuțe de dinți electrice Sonicare. Compania a fost redenumită Philips Oral Healthcare și a făcut o subsidiară, Philips DAP.

### Din 2001 până în 2011
Din 2004, Philips a abandonat sloganul “Să facem lucrurile mai bune” (Let’s make things better) înlocuindu-l cu “Simț și simplitate” (Sense and simplicity).
În decembrie 2005, Philips a făcut publică intenția sa de a vinde sau a desființa divizia sa de semiconductori. La 1 septembrie 2006, a fost anunțat în Berlin faptul că numele noii companii formate de această divizie va fi NXP Semiconductori. La 2 august 2006, Philips a semnat un acord pentru a vinde un pachet de control de 80,1% în NXP Semiconductori unui consorțiu de investitori cu investiții de capital format din Kohlberg Kravis Roberts & Co (KKR), Silver Lake Partners și AlpInvest Partners. La 21 august 2006, Bain Capital și Apax Partners au anunțat că au semnat angajamentele definitive pentru a se alătura consorțiului, proces care a fost finalizat la 1 octombrie 2006. În 2006 Philips a cumpărat compania Lifeline Systems cu sediul în Framingham, Massachusetts. 
În august 2007 Philips a achiziționat compania Ximis Inc., cu sediul în El Paso, Texas, pentru divizia medical informatică.. În octombrie 2007, compania a cumpărat o licență Microprocesor Brevetat Moore de la Grupul TPL.
În 21 decembrie 2007, Philips și Respironics Inc. au anunțat un acord definitiv în temeiul căruia Philips a achiziționat toate acțiunile restante Respironics pentru 66$ per acțiune, un preț total de achiziție de aproximativ 3,6 miliarde euro (5,1 miliarde dolari) în numerar.
La 21 februarie 2008, Philips a finalizat achiziția a VISICU Baltimore, Maryland prin fuziunea filialei sale indirecte subsidiară în VISICU. Ca rezultat al acestei fuziuni, VISICU a devenit o subsidiară indirect deținută în întregime de Philips. VISICU a creat conceptul de utilizare a Telemedicinii eICU dintr-o unitate centralizată pentru monitorizare și îngrijire a pacienților ICU.
Laboratorul de fizică Philips a fost redus la început secolului 21, odată ce compania a încetat să mai fie inovativă în domeniul electronicii prin cercetare fundamentală.

### Din 2011 până în prezent
În ianuarie 2011, Philips a fost de acord să achiziționeze activele Preethi, o companie din India, lider în ceea ce privește aparatura de bucătărie. 
Din cauza faptului că profitul net a scăzut cu 85% în al treilea trimestru din 2011, Philips a anunțat o reducere a 4.500 de locuri de muncă pentru a se potrivi unui sistem de 800 milioane de euro (1,1 miliarde dolari), de reducere a costurilor pentru a spori profiturile și de a îndeplini obiectivul financiar.
În martie 2012, Philips anunțat intenția sa de a desființa sau a vinde operațiunile sale de producție televiziune companiei din China TPV Technology.
În 2011, compania a înregistrat o pierdere de 1,3 miliarde euro, dar a obținut un profit net în trimestrele 1 și 2 din 2012. Cu toate acestea, conducerea a dorit o reducere a costurilor în valoare de 1,1 miliarde euro, care a reprezentat o creștere de 800 milioane euro, reducând alte 2.200 de locuri de muncă până la sfârșitul anului.
La 5 decembrie 2012, autoritățile de reglementare antitrust ale Uniunii Europene au amendat Philips și mai multe alte companii importante pentru stabilirea prețurilor de tuburi catodice TV în două înțelegeri, cu o durată de aproape un deceniu.
La 29 ianuarie 2013, a fost anunțat faptul că Philips a acceptat să vândă operațiunile audio și video companiei japoneze Funai-Electric pentru 150 milioane euro, afacerile audio fiind planificate pentru transferare în Funai în a doua jumătate a anului 2013, iar cele video în 2017. Ca parte a tranzacției, Funai a plătit o taxă de licențiere la Philips pentru utilizarea brandului Philips.[24] Acordul de cumpărare a fost reziliat de Philips în octombrie din cauza încălcării contractului.
În aprilie 2013, Philips a anunțat colaborarea cu Paradox Engineering pentru realizarea și implementarea unui “proiect-pilot” de soluții de management pentru iluminat stradal conectate la rețea. Acest proiect a fost susținut de Comisia de Utilități Publice San Francisco (San Francisco Public Utilities Commision – SFPUC).
În 2013, Philips a eliminat cuvântul “Electronice” din denumirea sa, numindu-se acum Royal Philips N.V.
La 13 noiembrie, Philips a lansat noua linie a brandului – “Innovation and You” - și un nou design al logo-ului. Philips explică noua poziționare a brandului prin faptul că aceasta semnifică evoluția companiei și pentru a sublinia că inovația este reprezentativă doar dacă se bazează pe o înțelegere a nevoilor și dorințelor oamenilor.
La 28 aprilie 2014, Philips a fost de acord să vândă subsidiara Woox Innovations brandurilor Gibson pentru 135 milioane de dolari.
La 23 septembrie 2014, Philips a anunțat intenția de a împărți compania în două divizii, despărțind partea de iluminat de cea de sănătate și stil de viață a consumatorului.

## „Corporate affairs”

### CEO
CEO din trecut și din prezent:
- 1891–1922: Gerard Philips
- 1922–1939: Anton Philips
- 1939–1961: Frans Otten
- 1961–1971: Frits Philips
- 1971–1977: Henk van Riemsdijk
- 1977–1981: Nico Rodenburg
- 1982–1986: Wisse Dekker
- 1986–1990: Cornelis Van der Klugt
- 1990–1996: Jan Timmer
- 1996–2001: Cor Boonstra
- 2001–2011: Gerard Kleisterlee
- 2011–prezent: Frans van Houten

### Achiziții
Companiile achiziționate de-a lungul timpului de către Philips includ Amperex, Magnavox, Signetics, Mullard, VLSI, Agilent Healthcare Solutions Group, Marconi Medical Systems, ADAC Laboratories, ATL Ultrasound, porțiuni din Westinghouse și operațiuni de electronice de larg consum ale Philco și Sylvania. Philips a abandonat marca Sylvania, care este în prezent deținută de Havells Sylvania, cu excepția țărilor precum Australia, Canada, Mexic, Noua Zeelandă, Puerto Rico și SUA, unde marca este deținută de Osram. Formată în noiembrie 1999 ca un joint-venture între Philips și Agilent Technologies, producătorul de Lumileds a devenit o filială a Phillips Lighting în august 2005, filială deținută integral în decembrie 2006.
La 20 ianuarie 2006, Philips Electronics NV a anunțat că va cumpăra Lifeline Systems Inc într-o tranzacție evaluată la 750 milioane dolari, cea mai mare mutare care va extinde afacerile de consum în materie de sănătate.

## Operațiuni
Philips este înregistrată în Olanda ca o societate comercială pe acțiuni și are sediul mondial în Amsterdam. La sfârșitul anului 2013, Philips a avut 111 de fabrici de producție, 59 de centre de cercetare și dezvoltare în 26 de țări și operațiuni de service și comerț în 100 de țări.
Compania Philips este organizată în trei divizii principale: Philips Consumer Lifestyle (anterior Philips Consumer Electronics și Philips Domestic Appliances and Personal Care), Philips Healthcare (anterior Philips Medical Systems) și Philips Lighting. Philips a realizat în 2011 venituri totale de 22.579 de miliarde de euro, din care 8.852 de miliarde de euro au fost generate de Philips Healthcare, peste 7 miliarde de euro de Philips Lighting, peste 5 miliarde de euro de Philips Consumer Lifestyle și 266 de milioane de euro de activitățile de grup. La sfârșitul anului 2011, Philips a avut un total de 121.888 de angajați, dintre care aproximativ 44% au fost angajați în Philips Lighting, 31% în Philips Healthcare și 15% în Philips Consumer Lifestyle.
Philips a investit în 2011 un total de 1,61 miliarde de euro în cercetare și dezvoltare, echivalentul a 7,1% din vânzări. Philips este proprietate intelectuală și este divizia responsabilă la nivel de grup pentru acordarea licențelor, protecția mărcilor și brevetare. Philips deține în prezent 54.000 drepturi de brevet, 39.000 de mărci, 70.000 de drepturi de design și 4.400 de drepturi de înregistrare a domeniilor.

### Asia

#### Pakistan
Compania Philips este activă în Pakistan din anul 1948 și are o filială deținută în întregime - industriile Philips Electrical din Pakistan Limited.
Are fabrici de producție în Karachi și două birouri de vânzări regionale în Lahore și Rawalpindi.
CEO-ul din Pakistan este Asad Jafar.

#### Hong Kong
Philips Hong Kong și-a început activitatea în anul 1948. Philips Hong Kong găzduiește sediul central la nivel mondial pentru Philips Audio Business Unit. De asemenea, Philips Hong Kong reprezintă sediul regional din Asia Pacific și sediul central pentru diviziile de Design, Electronice /Electrocasnice și Îngrijire personală, Iluminat și Medical System.

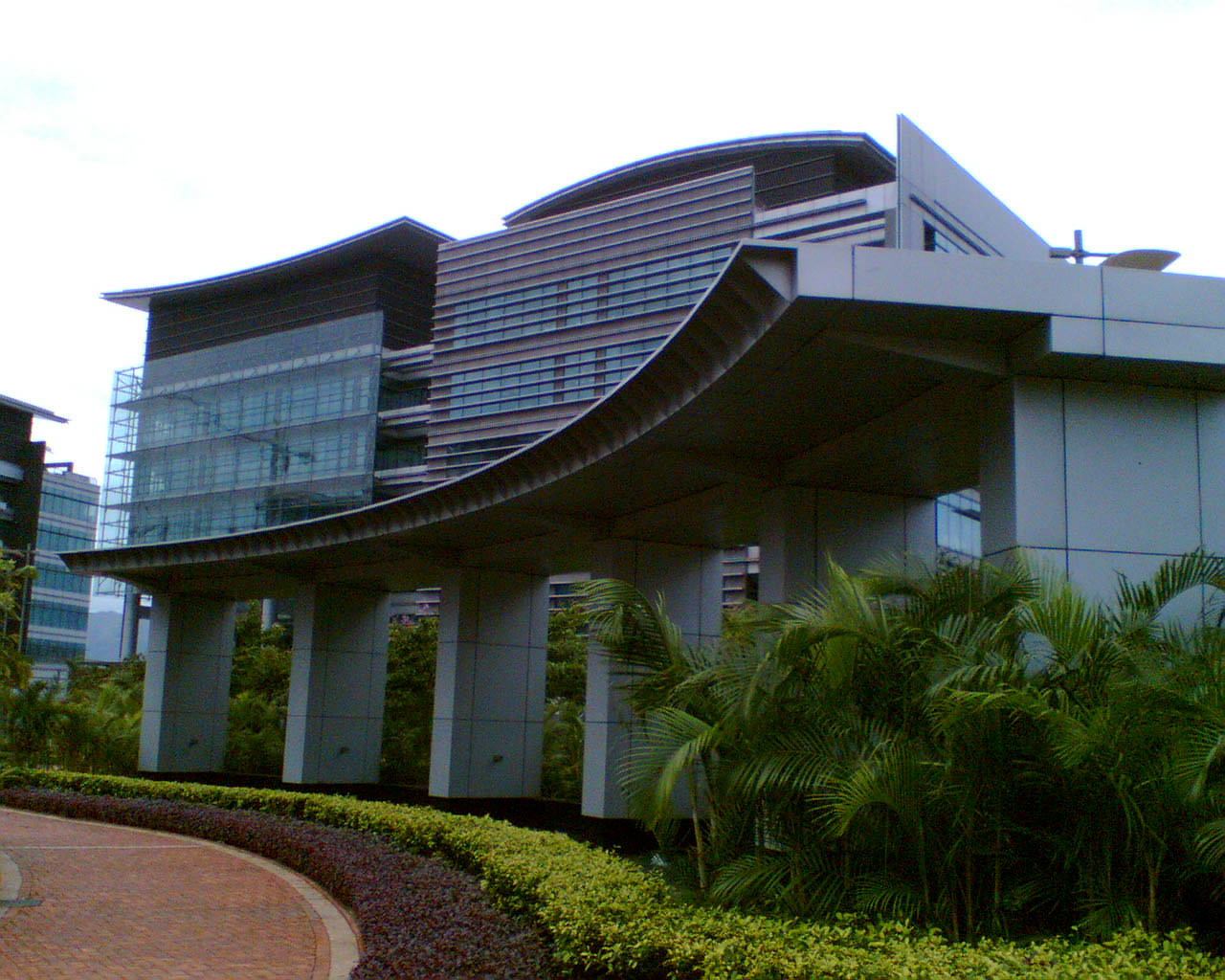
Sediul Philips din Hong Kong

#### China
La începutul anului 2008, Philips Lighting, o divizie a Royal Philips Electronics, a deschis un centru de inginerie în Shanghai pentru a adapta produsele companiei în Asia.

#### India
Philips și-a început activitatea în India în anul 1930, odată cu înființarea Philips Electrical Co (India) Pvt Ltd în Kolkata ca un punct important de vânzare pentru lămpile Philips. În 1938, Philips a înființat prima sa fabrică de producție de lămpi în Kolkata. În 1948, Philips a început să producă radiouri în Kolkata. În 1959 a fost înființată a doua fabrică de radiouri, în apropiere de Pune. În 1957, compania s-a transformat într-o societate pe acțiuni, fiind redenumită astfel Philips India Ltd. În 1970, o nouă fabrică de electronice de consum și-a început activitatea în Pimpri, în apropiere de Pune; fabrica a fost închisă în 2006. În anul 1996, a fost înființat în Bangalore Centrul de Software Philips, mai târziu redenumit Campus Philips Innovation. În 2008, Philips India a intrat pe piața purificatorilor de apă. În 2014, Philips s-a clasat pe locul 12 în topul celor mai de încredere mărci din India, în conformitate cu Raportul Trust brand, un studiu realizat de Trust Research Avisory.

#### Israel
Philips a fost activ în Israel din 1948, iar în 1998 a stabilit o filială deținută integral, Philips Electronics (Israel) Ltd. Compania are 600 de angajați în Israel și a generat vânzări de peste 300 milioane dolari în 2007.
Philips Medical Systems Technologies Ltd. (Haifa) este un dezvoltator și producător de sisteme de tomografie computerizată (CT) și imagistică medicală. Compania a fost fondată în anul 1969 ca Elscint de către Elron Electronic Industries și a fost achiziționată de Marconi Medical Systems în anul 1998, care, la rândul ei, a fost achiziționată de Philips în 2001.
Philips Semiconductors a avut în trecut operațiuni majore în Israel; divizia face acum parte din NXP Semiconductors.

### Europa

#### Franța
Philips Franța are sediul în Suresnes. Compania are peste 3.600 de oameni la nivel național.

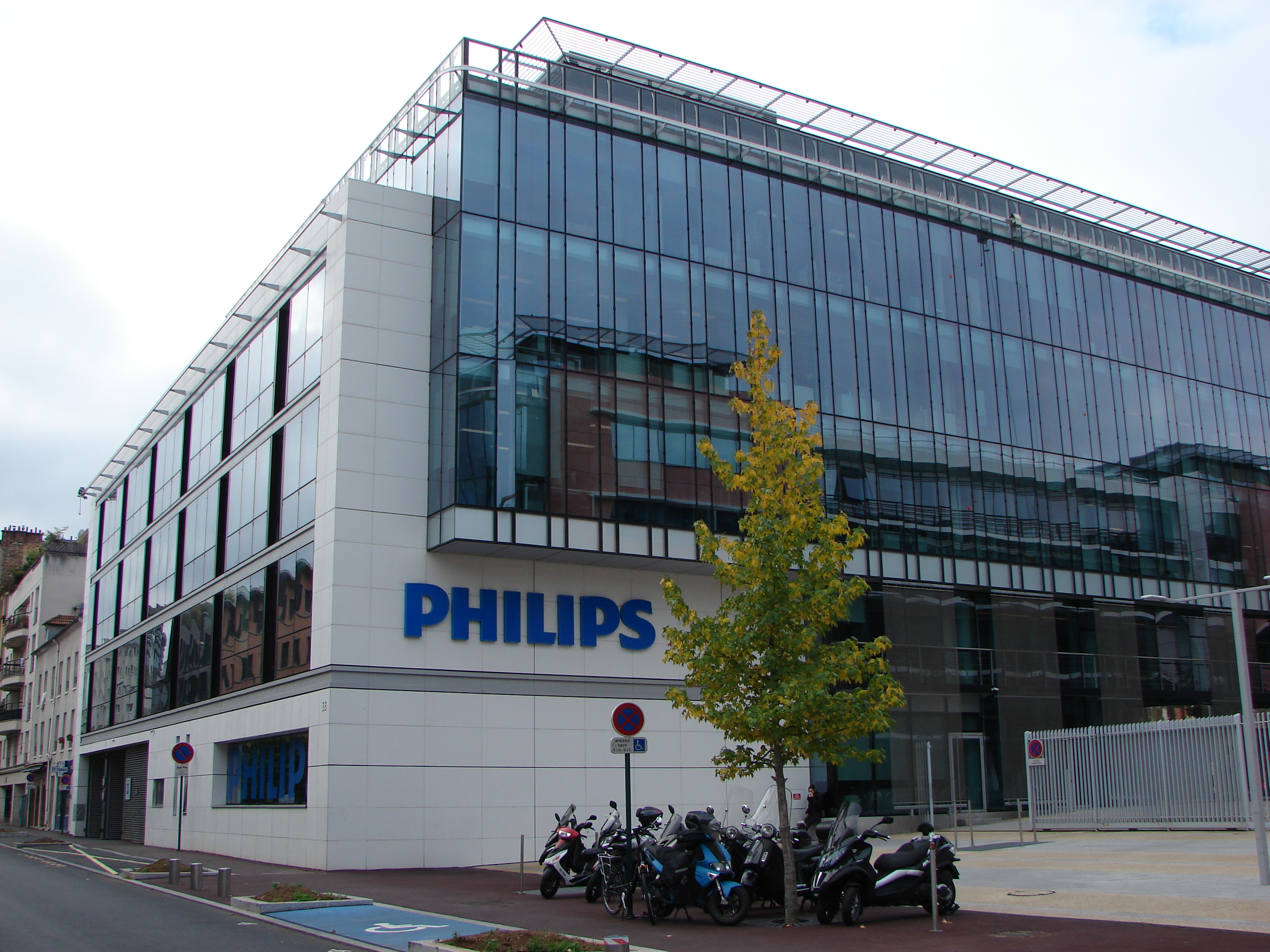
Sediul Philips France din Suresnes

Philips Lighting are fabrici de producție în Chalon-sur-Saône (lămpi fluorescente), Chartres (iluminat auto), Lamotte-Beuvron (iluminat arhitectural cu LED-uri și iluminat profesional interior), Longvic (lămpi), Miribel (iluminat exterior), Nevers (iluminat profesional de interior).

#### Grecia
Philips Grecia are sediul central în Marousi, Atena. Din 2012, Philips nu mai are fabrici în Grecia, deși compania a fost activă în trecut.
Philips are, de asemenea, o fabrică de iluminat în Hong Kong, cu 11 linii automate de producție instalate care sunt capabile să producă 200 de milioane de bucăți pe an. Fabrica de iluminat Philips a fost înființată în 1974, iar acum este certificată cu ISO 9001: 2000 & ISO 14001, deținând un portofoliu variat de produse, de la Prefocus, Lensend la becuri E10 în miniatură.

#### Italia
Philips a fondat sediul italian în 1918, în Monza (Milano), unde funcționează și în prezent doar pentru activități comerciale.

#### Polonia
Operațiunile Philips din Polonia includ: un centru european financiar în Łódź; fabricile de iluminat Philips în Bielsko-Biala, Pabianice, Pila și Kętrzyn; și o fabrică de electrocasnice Philips în Białystok.

#### Marea Britanie
Philips UK are sediul central în Guildford, Surrey. Compania are peste 2.500 de angajați la nivel național.
- Philips Healthcare Informatics, Belfast dezvoltă produse software de asistență medicală
- Produse Philips de larg consum, Guildford oferă servicii de vânzare și marketing pentru televizoare, inclusiv televizoare de înaltă calitate, DVD recordere, echipamente audio portabile și hi-fi, CD recordere, PC-uri periferice, telefoane fără fir, electronice și electrocasnice, produse de îngrijire personală (aparate de bărbierit, uscătoare de păr, îngrijirea corpului și igienă orală).
- Sisteme de dictare Philips, Colchester, Essex.
- Philips Lighting: vânzări la Guildford și producție în Hamilton, Lanarkshire.
- Philips Healthcare, Reigate, Surrey. Vânzări și suport tehnic pentru raze X, ultrasunete, medicină nucleară, monitorizarea pacientului, rezonanță magnetică, tomografie computerizată și produse de resuscitare.
- Laboratoare de cercetare Philips, Cambridge (până în 2008 sediul a fost în Redhill, Surrey. În trecut, aici a fost sediul laboratoarelor de cercetare Mullard).

În trecut, Philips UK a inclus, de asemenea:
- Fabricarea produselor de larg consum în Croydon
- Fabricarea televizoarelor Tube în Mullard Simonstone, Lancashire
- Philips Business Communications, Cambridge: Produse de comunicații de date și voce, aplicații specializate în Customer Relationship Management (CRM), telefonie IP, rețele de date, prelucrare voce, sisteme de comandă și control și telefonie mobilă și fără fir. În 2006, afacerea a fost plasată într-un joint-venture 60/40 cu NEC. Mai târziu, NEC a achiziționat 100%, iar afacerea a fost redenumită NEC Unified Solutions.
- Philips Electronics Blackburn Lancashire; tuburi vidate, condensatori, discuri cu lasere, CD-uri
- Electrocasnice Philips în Hastings: proiectarea și producerea de fierbătoare electrice, ventilatoare termice, inclusiv fosta marcă EKCO "Thermotube" și electrocasnice de încălzire a alimentelor
- Semiconductori Philips, Hazel Grove, Stockport, Greater Manchester și Southampton, Hampshire și, de asemenea, parte din Mullard. Acestea au devenit parte din NXP.
- Transportatori londonezi, logistică și divizia de transport
- Mullard Equipment Limited (MEL), cu produse pentru militari
- Pye Telecommunications Ltd, Cambridge
- TMC Limited din Malmesbury, Wiltshire

### America de Nord

#### Canada
Philips Canada a fost fondat în anul 1934. Compania este recunoscută pentru sistemele medicale pentru diagnoză și terapie, tehnologiile de iluminat, aparate de bărbierit și alte electronice.
Sediul central canadian este localizat în Markham, Ontario.
De mai mulți ani, Philips a fabricat produse de iluminat în două fabrici canadiene. Uzina din London, Ontario a fost deschisă în 1971. Acesta a produs lămpi A19 (inclusiv becurile "Royale" cu o durată de viață mai mare), lămpi PAR38 și lămpi T19 (inițial o formă de lampă Westinghouse). Philips a închis fabrica din luna mai din 2003. Uzina Trois-Rivières, Quebec a fost o facilitate Westinghouse prin care Philips a continuat să activeze după ce a cumpărat divizia de lămpi Westinghouse în 1983. Philips a închis fabrica câțiva ani mai târziu, la sfârșitul anilor 1980.

#### Mexic
Philips Mexicana SA de CV are sediul central în Mexico City. Philips Lighting are fabrici de producție în: Monterrey, Nuevo León; Ciudad Juárez, Chihuahua; și Tijuana, Baja California. Philips Consumer Electronics are o fabrică de producție în Ciudad Juarez, Chihuahua.
Divizia de electrocasnice Philips a operat anterior într-o fabrică mare în sectorul industrial Vallejo din Mexico City, dar a fost închisă în 2004.

#### Statele Unite

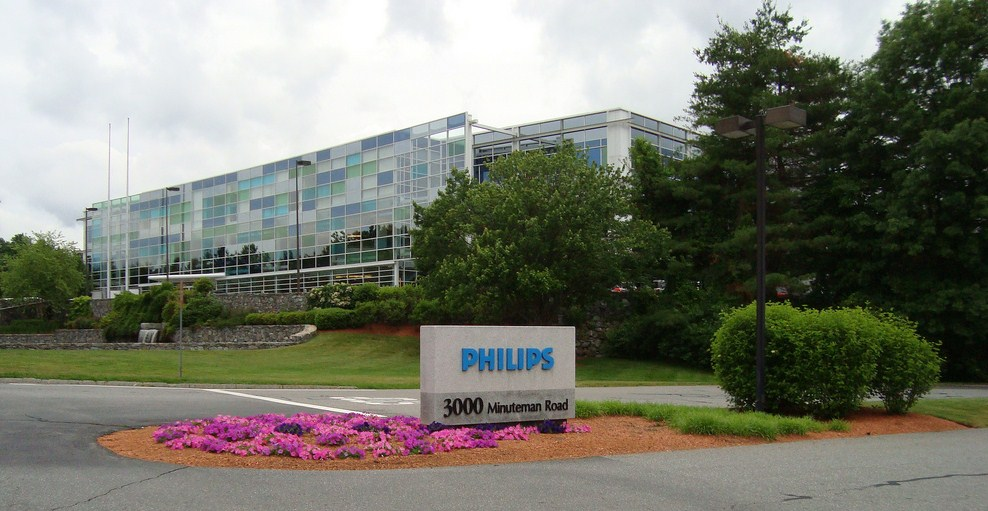
Sediul Philips America de Nord din Andover, Massachusetts

Sediul central al diviziei de electronice Philips se află în Andover, Massachusetts. Philips Lighting are sediul corporativ în Somerset, New Jersey, cu fabrici în Danville, Kentucky, Bath, New York, Salina, Kansas și Paris, Texas și centre de distribuție în Mountain Top, Pennsylvania, Ontario, California și Memphis, Tennessee. Philips Healthcare are sediul central în Andover, Massachusetts. Organizația de vânzări din America de Nord se află în Bothell, Washington. Există, de asemenea, fabrici de producție în Andover, Massachusetts, Bothell, Washington, Baltimore, Maryland, Cleveland, Ohio, Foster City, California, Melbourne, Florida, Milpitas, California și Reedsville, Pennsylvania. Philips Healthcare a avut anterior o fabrică în Knoxville, Tennessee. Philips Consumer Lifestyle are sediul corporativ în Stamford, Connecticut. Compania are o fabrică în Snoqualmie, Washington care produce periuțe de dinți electrice Sonicare. Philips Lighting are un birou Color Kinetics în Burlington, Massachusetts. Sediul de cercetare Philips din America de Nord se află în Briarcliff Manor, New York.
În 2007, Philips încheiat un acord de fuziune definitiv cu compania americană de corpuri de iluminat Genlyte Group Incorporated, care oferă companiei o poziție de lider în corpurile de iluminat americane, controalele și produse conexe pentru o gamă variată de aplicații, inclusiv iluminatul în stare solidă. De asemenea, compania a achiziționat Respironics, care a fost un câștig semnificativ pentru sectorul de sănătate. Pe 21 februarie 2008, Philips a finalizat achiziția companiei VISICU Baltimore, Maryland. VISICU a fost creatorul conceptului eICU pentru utilizarea telemedicinei de la o instalație centralizată pentru a monitoriza și îngriji pacienții ICU.

### Oceania

#### Australia și Noua Zeelandă
Compania Philips Australia a fost fondată în anul 1927 și are sediul central în North Ryde, New South Wales, conducând de aici și operațiunile pentru Noua Zeelandă. Compania are până în prezent în jur de 800 de angajați, care lucrează în sedii regionale localizate în Melbourne, Brisbane, Adelaide, Perth și Auckland.
Activitățile curente includ: Philips Healthcare (responsabil și pentru operațiunile din Noua Zeelandă); Philips Lighting (responsabil și pentru operațiunile din Noua Zeelandă); Philips Consumer Lifestyle (responsabil și pentru operațiunile din Noua Zeelandă); sisteme de dictare Philips; produse Philips de îngrijire peronală (anterior Respironics, cu rețeaua națională de centre de Sleepeasy); Philips Dynalite (sisteme de control a luminii, achiziționate în 2009, design global și centru de producție) și Philips Selecon (fabricarea și designul produselor de iluminat pentru divertisment)

### America de Sud

#### Brazilia
Philips Brazilia a fost fondat în anul 1924 în Rio de Janeiro. În 1929, Philips a început să comercializeze aparate de radio, iar in anii 1930, Philips a început producția de becuri și aparate de radio în Brazilia. Între 1939 și 1945, al Doilea Război Mondial a forțat ramura braziliană a companiei Philips să comercializeze biciclete, frigidere și insecticide. După război, Philips a avut o mare expansiune industrială în Brazilia fiind printre primele grupuri pentru s-a stabilit în Zona Liberă Manaus. În anii 1970, Philips Records a fost un jucător important în industria de înregistrare Brazilia. În prezent, Philips Brazilia fiind una dintre cele mai mari companii cu capital străin din țară. Philips utilizează marca Walita pentru aparatele de uz casnic din Brazilia.

### Operațiuni din trecut
Polymer Vision, producătorul The Readius, reprezintă o parte din Philips Electronics. În mai 2011, Polymer Vision a proiectat și a fabricat un ecran de 6 inch care afișează text alb - negru și imagini de 800x600 pixeli și poate rula în jurul unui tub cu circumferința unei monede de 10 cenți.
Philips a intrat, de asemenea, pe piața medicamentelor sub numele de Philips-Duphar (produse farmaceutice olandeze). Philips-Duphar a fabricat produse pentru protecția culturilor, medicină veterinară și produse pentru uz uman. Duphar a fost vândut către Solvay în 1990. În anii următori, Solvay a vândut toate diviziile către alte companii (cele de protecție a culturilor către Uniroyal, acum Chemtura, cele veterinare către Fort Dodge, o divizie a Wyeth, iar produsele farmaceutice către Abbott Laboratories).
Divizia Philips de înregistrări, PolyGram, a fost vândută către Seagram în 1998 și a fuzionat cu Universal Music Group. Philips Records continuă să funcționeze ca parte a UMG, numele său fiind licențiat de la fosta companie mamă.
Origin, acum parte din Atos Origin, a fost o divizie a companiei Philips.
ASM Lithography este parte a unei divizii Philips.
NXP Semiconductors, cunoscut în trecut sub numele de Philips Semiconductors, a fost vândut unui consorțiu de investitori cu capital privat în 2006. La 6 august 2010, NXP a finalizat IPO-urile sale, cu acțiuni tranzacționare pe NASDAQ.
Philips a comercializat în trecut aparate electrocasnice mari sub numele Philips. După ce a vândut divizia de electrocasnice mari către Whirlpool, numele produselor a fost schimbat din Philips Whirlpool și Whirlpool Philips în Whirlpool simplu. Whirlpool a cumpărat 53% din operațiunile de electrocasnice mari Philips, pentru a forma Whirlpool International. În 1991, Whirlpool a cumpărat restul de operațiuni Philips.
Philips Cryogenics s-a separat în 1990 pentru a forma Stirling Cryogenics BV, Olanda. Această companie este încă activă în dezvoltarea și fabricarea sistemelor de răcire criogenice.
Philips din America de Nord a distribuit produsele AKG Acoustics sub AKG ale Americii, Philips Audio/ Video, Norelco și AKG Acoustics Inc branding până când AKG a înființat divizia sa din America de Nord în San Leandro, California, în 1985. (divizia America de Nord AKG s-a mutat la Northridge, California).

## Produse
Produsele Philips de bază sunt electronicele și electrocasnicele de larg consum (inclusiv aparatele mici de uz casnic, aparate de bărbierit, de înfrumusețare, pentru mamă și copil, periuțe electrice sau aparate de cafea; [produsele precum telefoane mobile, echipamente audio, plazere Blu-ray, accesorii pentru calculator și televizoare sunt vândute sub licență]); produse medicale (inclusiv scanere CT, echipamente ECG, echipamente de mamografie, echipamente de monitorizare, scanere MRI, echipamente de radiografie, echipamente de resuscitare, echipamente de ultrasunete și raze X; și produse de iluminat (inclusiv iluminat de interior și exterior, pentru automobile, lămpi, produse de control a luminii).

### Produse medicale
| - Cardiologie (Xcelera) - Imagistică medicală (IntelliSpace PACS, XIRIS) - Familia de soluții IntelliSpace - Raze X Cardio/ Vascular - Tomografie computerizată (CT) - Fluoroscopie - Imagistică prin rezonanță magnetică (MRI) - Alarme Mobile (C-Arms) - Medicină nucleară - PET (Tomografie cu emisie de pozitroni) - PET/CT - Radiografie - Sisteme de radiații oncologice - Ultrasunete - Diagnostic ECG - Accesorii - Echipament - Software - Philips AVENT | - Monitorizare anestezică - Presiunea sângelui - Capnografie - D.M.E. - Testarea și diagnosticarea somnului - ECG - Soluții pentru pacient și întreprindere OB TraceVue Compurecord ICIP eICU Program Emergin - Hemodinamică - IntelliSpace PACS - IntelliSpace Portal - Servere de Multi-Measurement - Neurophedeoiles - Pulse Oximetry - Temperatură - Gaze transcutanate - Ventilare - ViewForum - Xcelera - XIRIS - Xper Information Management |

## Logo

Philips shield utilizat până în martie 2008
Logo-ul Philips utilizat până în martie 2008
Logo-ul Philips actual
Philips Shield utilizat până în noiembrie 2013

## Sponsorizări

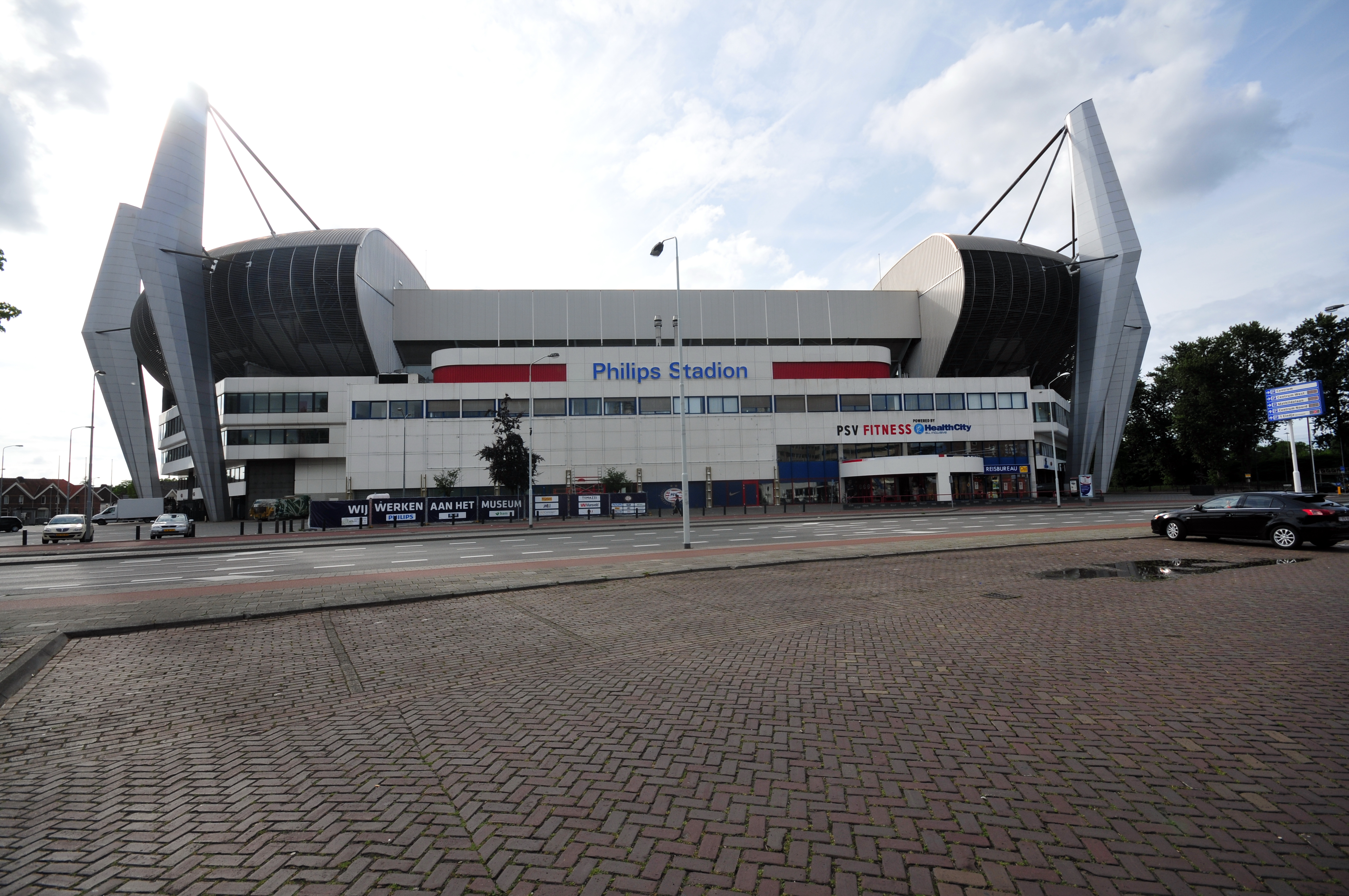
"Philips Stadion" din Eindhoven

În 1913, la celebrarea a 100 de ani de independență a Țărilor de Jos, Philips a fondat Philips Sport Vereniging (Clubul Sportiv Philips, acum cunoscut sub numele de PSV). Clubul este activ în numeroase sporturi, dar acum este cel mai bine cunoscut pentru echipa sa de fotbal, PSV Eindhoven, și echipa de înot, Philips deținând în prezent drepturile de numire la Philips Stadion în Eindhoven, locul de origine a PSV Eindhoven.
În afara Olandei, Philips a sponsorizat numeroase cluburi sportive, facilități sportive și evenimente. În noiembrie 2008, Philips a reînnoit și a extins parteneriatul F1 cu AT&T Williams. Philips deține drepturile de denumire la Philips Arena în Atlanta, Georgia și la Campionatul Philips, prima ligă de baschet în Australia, cunoscută în mod tradițional ca Liga Națională de Baschet. Între 1988 și 1993, Philips a fost sponsorul principal al echipei de ligă de rugby australian The Balmain Tigers.
În afara sportului Philips sponsorizează Festivalul Internațional Monsters of Rock.

## Rezultate de mediu

### Inițiative ecologice
Philips a inițiat proiectul EcoVision4, în care s-a angajat să aducă o serie de îmbunătățiri pozitive mediului până în 2012.
De asemenea, Philips marchează produsele ecologice cu logo-ul Philips Green, identificându-le ca produse care au o performanță ecologică mult mai bună decât concurenții sau predecesorii lor.

### Competiția L-Prize
În 2011, Philips a primit un premiu în valoare de 10 milioane dolari de la Departamentul de Energie al SUA pentru câștigarea competiției L-Prize, competiție referitoare la producerea unui bec incandescent de 60 W cu randament ridicat și funcționare îndelungată. LED-ul câștigător, care este disponibil consumatorilor începând cu aprilie 2012, produce mai mult de 900 de lumeni la o putere de intrare de numai 10 W.

### Ghidul Greenpeace
În Ghidul Greenpeace pentru cele mai ecologice electrocasnice din 2012, care clasează producătorii de electronice în funcție de durabilitate, schimbări climatice, energie și felul produselor, Philips s-a aflat pe locul 10, cu un scor de 3.8/ 10. Compania a fost prima în top în ceea ce privește energia, loc datorat activității sale de advocacy cu apel la UE pentru adoptarea unei reduceri de 30% pentru emisiile de gaze cu efect de seră până în 2020. De asemenea, compania este lăudată pentru noile sale produse, care nu conțin plastic. Cu toate acestea, ghidul critică Phillips de aprovizionarea cu fibre de hârtie, argumentând că trebuie să dezvolte o politică de achiziții de hârtie care exclude furnizorii implicați în defrișări și în exploatarea forestieră ilegală.
Philips a făcut unele progrese considerabile din 2007 (când a fost clasat pe primul loc în acest ghid), în special prin sprijinirea principiul Responsabilitatea Individuală de Producător, ceea ce înseamnă că Phillips acceptă responsabilitatea pentru impactul toxic al produselor sale, în urma deșeurilor.

## Publicații
- A. Heerding: The origin of the Dutch incandescent lamp industry. (Vol. 1 of The history of N.V. Philips gloeilampenfabriek). Cambridge, Cambridge University Press, 1986. ISBN 0-521-32169-7
- A. Heerding: A company of many parts. (Vol. 2 of The history of N.V. Philips' gloeilampenfabrieken). Cambridge, Cambridge University Press, 1988. ISBN 0-521-32170-0
- I.J. Blanken: The development of N.V. Philips' Gloeilampenfabrieken into a major electrical group. Zaltbommel, European Library, 1999. (Vol. 3 of The history of Philips Electronics N.V.). ISBN 90-288-1439-6
- I.J. Blanken: Under German rule. Zaltbommel, European Library, 1999. (Vol. 4 of The history of Philips Electronics N.V). ISBN 90-288-1440-X